# Callionima guaycura
Callionima guaycura är en fjärilsart som beskrevs av C. Reed Cary 1963. Callionima guaycura ingår i släktet Callionima och familjen svärmare. Inga underarter finns listade i Catalogue of Life.